# Drugtest bij werknemer
Onder bepaalde voorwaarden kunnen drugtests bij werknemers worden uitgevoerd in België.

## Soorten drugs
- Alcohol (een "legale drug") vormt veruit het grootste probleem: 85,3% van de arbeidsgeneesheren was al geconfronteerd met problemen veroorzaakt door alcohol.
- Daarnaast werd melding gemaakt van gebruik van psychofarmacagebruik (bijvoorbeeld kalmeringsmiddelen, antidepressiva,...)
- Voor wat de "echte" drugs betreft zegt 29,4% ervaring te hebben met problemen veroorzaakt door soft- of harddrugs.

## Beïnvloedende factoren
Alle arbeidssectoren zijn getroffen, zij het niet in dezelfde mate.
Factoren als ploegenarbeid, nachtarbeid, repetitieve arbeid spelen een determinerende rol, en de alcohol- en drugproblemen hangen niet zelden samen met de bedrijfscultuur: beschikbaarheid van alcohol, de houding van het management en sociale druk werden aangegeven als bevorderende factoren.

## Rol van depreventieadviseur-arbeidsgeneesheer

### Arbeidsgeneeskundig onderzoek
De Codex over het welzijn op het werk is duidelijk over het doel van het arbeidsgeneeskundig onderzoek: elk arbeidsgeneeskundig onderzoek gebeurt in het kader van de bescherming van de gezondheid van de werknemer of van zijn collega's, en is gericht op maximale tewerkstelling.
Minder geschikt zijn voor een job, zelfs omwille van medische criteria, betekent echter nog niet dat die functie een risico inhoudt voor de werknemer of zijn collega’s. Soms worden medische onderzoeken aangevraagd die buiten het domein van de arbeidsgeneeskunde vallen zoals bedoeld in het ARAB. Verzoeken die neerkomen op een verborgen selectie kunnen dus niet worden ingewilligd, al is het onderscheid vaak moeilijk te maken.
Alcohol- en drugsgebruik vormen geen door het beroep veroorzaakt risico. In het geval van veiligheidsfuncties echter kan men argumenteren dat er een risico ontstaat voor de werknemer zelf en voor zijn collega’s, en dat het misbruik de geschiktheid van de werknemer op deze manier in het gedrang brengt.

### Bijkomende screening op alcohol en andere drugs
De arbeidsgeneesheer beoordeelt de geschiktheid van een werknemer voor een bepaalde functie. Hij zal zich hierbij in de eerste plaats richten op de ondervraging, soms met behulp van gestandaardiseerde vragenlijsten (voor aanwerving en voor een medische schifting) en op het medisch onderzoek van de werknemer.
De vraag voor een bijkomende gerichte screening naar alcohol- en ander druggebruik vereist verdere toelichting vanuit zowel wetenschappelijk, deontologisch als juridisch oogpunt.

#### Wetenschappelijk
Een eenmalig uitgevoerde drugstest geeft geen uitsluitsel ten aanzien van de vraag of een (kandidaat)werknemer verslaafd is, omdat een positieve uitslag het gevolg kan zijn van incidenteel of eenmalig gebruik. Ze geeft geen informatie over de frequentie van gebruik en de eventuele afhankelijkheid.
Sommige producten (zoals bijvoorbeeld cannabis) hebben een lange eliminatietijd. Het terugvinden van sporen in de urine laat bijgevolg ook niet steeds een uitspraak toe over het "onder invloed" zijn.
Interpretatiefouten zijn bovendien niet steeds uit te sluiten, bijvoorbeeld ten gevolge van de inname van bepaalde geneesmiddelen.

#### Deontologisch
De Belgische Nationale Raad van de Orde van Geneesheren heeft volgende deontologische regels bepaald:
1. Urineonderzoek op drugs is in het ARAB niet expliciet voorzien als taak van de arbeidsgeneesheer.
2. Evaluatie van al dan niet geschiktheid van een zogenaamde veiligheidsfunctie dient in de eerste plaats te gebeuren door klinisch onderzoek van de alertheid en het reactievermogen.
3. In de gevallen waarin de klinische methodes ontoereikend zouden zijn om een gefundeerd advies over de geschiktheid te verstrekken, kan een arbeidsgeneesheer overgaan tot een urineonderzoek op drugs.
4. De uitvoering van dit onderzoek is gekoppeld aan volgende voorwaarden:
  1. het moet gemotiveerd zijn door de risico’s en gevaren verbonden aan een inadequate uitvoering van een bepaalde taak;
  2. het moet gemotiveerd zijn door de bevindingen van een voorafgaand klinisch onderzoek, dat echter geen uitsluitsel verschafte over de geschiktheid;
  3. de mogelijkheid van zulk onderzoek is expliciet vermeld in de arbeidsovereenkomst enerzijds, en anderzijds in de aanwervingsvoorwaarden waarvan de kandidaat-werknemers kennis hebben;
  4. het vereist het "informed consent" van de werknemer of kandidaat-werknemer;
  5. het urineonderzoek wordt uitgevoerd door een erkend laboratorium;
  6. in geval de test positief is, wordt het urinestaal opnieuw onderzocht door een ander erkend laboratorium.
5. De geneesheer mag alleen meedelen of de werknemer al dan niet geschikt is voor de functie, de medische motivering daarvan mag niet worden bekendgemaakt.

#### Juridisch
De invoering van drugsscreening dient afgewogen te worden tegenover het recht op privacy, en er moet rekening worden gehouden met de deontologische verplichtingen. Bovendien is de arbeidsgeneesheer gebonden aan het medisch beroepsgeheim, zoals door het ARAB is bepaald.
Hij geeft een advies (alleen dwingend in geval van tewerkstelling in veiligheidsfunctie) over het al dan niet geschikt zijn, en dit zonder vermelding van enige medische motivatie. Hieruit volgt dat de tussenkomst van de arbeidsgeneesheer niet kan gevraagd worden met het oog op een sanctiemaatregel (bijvoorbeeld ontslag om dringende reden wegens dronkenschap op het werk).

### Praktische uitvoering

#### Aanwervingsonderzoek
Een bijkomend onderzoek naar verslaving aan alcohol of andere drugs kan eventueel als aanvulling (indien het klinisch onderzoek geen uitsluitsel geeft) worden verantwoord indien het een veiligheidsfunctie betreft. Informed consent is vereist. De kandidaat-werknemer wordt enkel geschikt of ongeschikt verklaard voor de beoogde functie.

#### Periodiek onderzoek
Bij vermoeden van een verslavingsproblematiek kan de arbeidsgeneesheer dit met betrokkene bespreken. Indien de arbeidsgeneesheer het nuttig oordeelt om zijn onderzoek aan te vullen met een screeningtest, dan past dit zeker niet in het kader van een sanctiemaatregel maar wel ter ondersteuning van zijn klinisch vermoeden.
Respect voor het medisch geheim blijft van toepassing. Zo nodig kan de arbeidsgeneesheer wel beslissen tot tijdelijke ongeschiktheid (bv. bij een acuut probleem bij een werknemer met een veiligheidsfunctie) of een overplaatsing naar een andere functie voorstellen (bv. in het geval van een chronisch probleem bij een werknemer met een veiligheidsfunctie). Hierbij mag echter niet worden getornd aan het beroepsgeheim. Een overplaatsing naar een andere functie adviseren zonder vermelding van de reden hiervan, is in de praktijk echter moeilijk te verwezenlijken.

#### Spontaan consult
De werkgever die een verslavingsproblematiek vermoedt, kan de betrokken werknemer voorstellen om de arbeidsgeneesheer te raadplegen. Voor zover het niet over een (eventueel vervroegd) periodiek onderzoek gaat, kan de werknemer hiertoe niet worden verplicht. Men kan dit eventueel ondervangen door dit als een bijzondere procedure in het arbeidsreglement in te schrijven.
Indien de werknemer akkoord gaat om zich bij de arbeidsgeneesheer aan te melden, kan dit als een "spontaan consult" worden beschouwd. Hier gelden dezelfde adviezen en beslissingsregels als voor het gewone periodiek onderzoek.

### Besluit
Het arbeidsgeneeskundig onderzoek mag niet dienen als selectie- of sanctiemaatregel.
Een bijkomende screening naar alcohol- of andere drugsverslaving kan enkel worden verantwoord indien de arbeidsgeneesheer hier op basis van de anamnese en het klinisch onderzoek een vermoeden van heeft (welk niet zonder een bijkomende screening met zekerheid kan worden bevestigd), en een potentieel risico ziet voor de veiligheid van de werknemer of zijn collega’s. In praktijk zal dit enkel mogelijk zijn bij een werknemer met een veiligheidsfunctie.